# Torino nei cent'anni
Torino nei cent'anni è un documentario del 1961 diretto da Roberto Rossellini.